# シナン・レイース

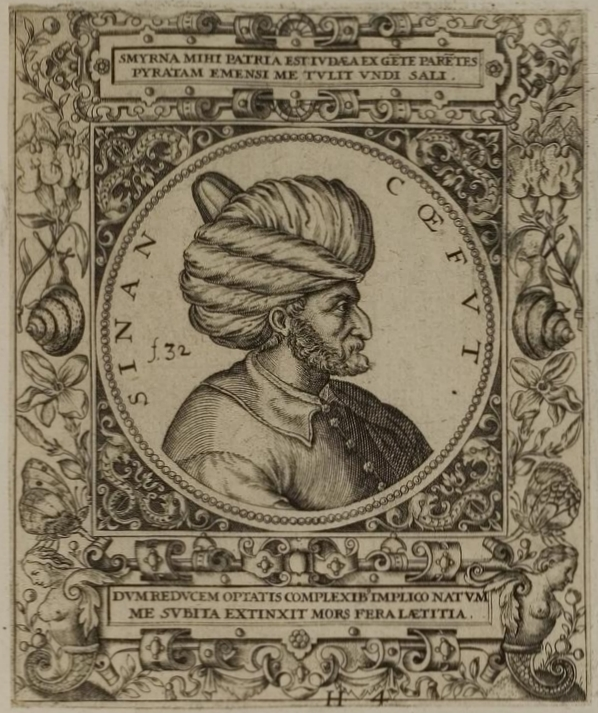
シナン・レイース

シナン・レイース (ヘブライ語: סנאן ראיס, Sinan Rais; アラビア語: سنان ريس, Sinan Rayyis; 生年不詳-1546年頃没？)または「ユダヤのシナン」（"Sinan the Jew"）とは、バルバリア海賊を代表するユダヤ系海賊（en:Jewish_pirates）であり、バルバロス・ハイレッディンのもとで活動した人物である。

## 生涯
セファルディムの家庭に生まれたシナンは、グラナダ王国の制圧に伴いオスマン帝国支配下のスミルナへ移住したと考えられる。のち彼はバルバリア海賊に身を投じ、私掠者ないし海賊としてオスマン帝国傘下で活動した。当時、イベリアを追われたユダヤ系民族が、異端審問等キリスト教世界の宗教的迫害に対する報復として、海賊となり各国軍船を襲うという事例はままみられたようである。彼は地中海に於いてサントリーニ島周辺を拠点とし、スペイン及び神聖ローマ帝国、すなわちカール5世の軍との主要な海戦で戦った。
彼の二つ名である「偉大なるユダヤ人」（"the Great Jew"）は、1528年ポルトガル領インド総督が言及したものが初出である。ただしこの時シナンはカリカット領主への援軍としてスレイマン1世が送り込んだ人物だと誤認されていた。

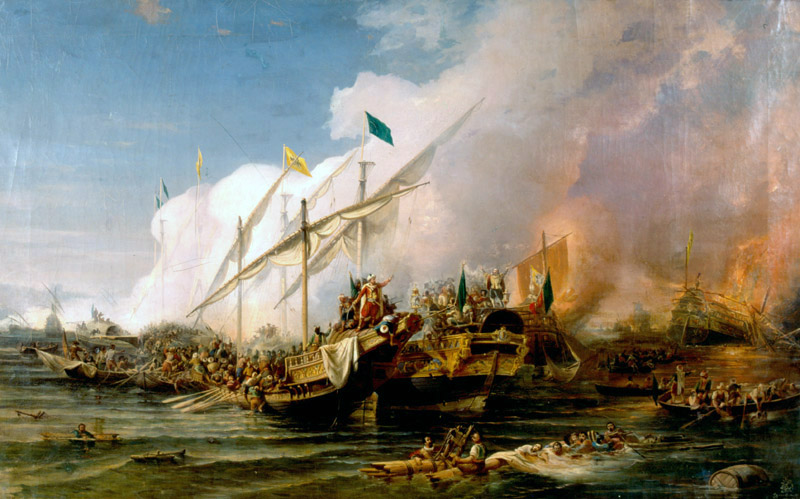
バルバロス・ハイレッディンの軍は1538年のプレヴェザの海戦に於いて、アンドレア・ドーリア率いるカール5世の神聖同盟軍を打倒した。シナン・レイースの統率力はこの勝利に多大な貢献をもたらした。

こののち、シナンはバルバリア海賊のバルバロス・ハイレッディン麾下として、1538年プレヴェザの海戦にてアンドレア・ドーリア率いるカール5世の神聖同盟軍を打倒した。 シナンはこのときプレヴェザに近いアンヴラキコス湾のアクティウム（en:Actium）に布陣した。当初はバルバロスとの挟撃が狙いであったと思われるが、これが後日オスマン帝国軍の勝利を確実なものとする上で重要な役目を果たすこととなった。
1540年頃、シナンの息子が父親の戦勝を祝うべく船で移動していたところ、カール5世の軍に捕縛されエルバ島の領主の元へ護送された。エルバの領主はこの捕虜を強制改宗させた上で審判に掛けたため、バルバロス・ハイレッディンがシナンの息子を解放させるべく度々働きかけを行ったものの、いずれも失敗に終わった。1544年、バルバロスは航行中の船上から再度エルバの領主へ解放要求を送ったが、領主は既にキリスト教徒に改宗していることを理由に身代金交渉を拒絶した。このため、バルバロスはピオンビーノに兵を送り込み、市街を包囲し港湾を封鎖してようやくこの寵児を解放することに合意させた。この報がもたらされた際、シナン本人は紅海のスエズにおり、「偉大なるユダヤ人」としてインドの領主がポルトガル勢力に対抗するべく編成していた艦隊に手を貸していた。
シナンは死後、アルバニアのユダヤ人墓地に葬られた。

## 参照
- Reference by the Vatican Legate

1. 1 2  Famous Jewish Pirates, A history of Jewish pirates begins in Spain
2. 1 2 3 4 5 6 7  Kritzler, Edward (November 3, 2009). Jewish Pirates of the Caribbean. Anchor. pp. 59–60. ISBN 978-0-7679-1952-4 2010年5月2日閲覧。
3. 1 2  Plaut, Steven (2008年10月15日). “Putting the Oy Back into 'Ahoy'”. 2010年4月27日閲覧。
4. ↑  “Where Did the Jews Expelled from Spain Go?”. 2010年5月2日閲覧。
5. ↑  “Sinan "The Great Jew" - Jewish Pirate”. 2010年5月2日閲覧。